# مار سرگنده آفریقایی
نام‌های رایج: مار سرگنده (سردرشت) آفریقایی، مار پوزه‌گوه‌ای.
سردهٔ Hypoptophis یک سردهٔ تک‌نماد است که برای گونه‌های مارهای سمی خفیف با نیش پسین (opisthoglyphous)، مار سرگنده آفریقایی (نام علمی: Hypoptophis wilsonii) ایجاد شده‌است. این گونه که بومی آفریقا است، از زیرخانواده Aparallactinae از خانواده دشنه‌ماران است. هیچ زیرگونه‌ای وجود ندارد که معتبر شناخته شود.
مار سرگنده آفریقایی در آنگولا، جنوب جمهوری دموکراتیک کنگو (زئیر سابق) و زامبیا یافت می‌شود.
این گونه تخم‌زا است.